# Denny Kantono
Denny Kantono (Samarinda, 12 de janeiro de 1970) é um ex-jogador de badminton indonésio, medalhista olímpico, especialista em duplas.

## Carreira
Denny Kantono representou seu país nos Jogos Olímpicos de Verão de 1996, conquistando a medalha de bronze, nas duplas em 1996, com a parceria de Antonius Ariantho.